# 小交響曲 (箕作秋吉)
小交響曲ニ長調（伊語：Sinfonietta in Re maggiore）作品14は、箕作秋吉が1934年に作曲したピアノ付管弦楽のための作品。

## 概要
1934年の第3回音楽コンクールで2位入選、1936年3月6日にはルネ・バトンによってパリで全曲初演が行われ、ベルリン、バルセロナ等諸都市で演奏されるようになった。
1939年にはワインガルトナー賞優等賞受賞を果たしている。アレクサンドル・チェレプニンが編纂した楽譜集「チェレプニン・コレクション」の一つに選ばれている。「古典小交響曲」という名称が一般的だが、龍吟社音楽事務所から出版された楽譜には「小交響曲」と印刷されているため、小交響曲と記載する。

## 編成
フルート2（うち1人はピッコロ持替）、コールアングレ1、A管クラリネット2、ファゴット2、F管ホルン2、D管トランペット2、ティンパニ1、トライアングル1（シンバル持替）、ピアノ、弦楽五部

## 楽曲構成
演奏時間は約20分。以下の4つの楽章から成る。
1. Allegro - Presto leggierissimo
2. Aria. Cantabile
3. Sarabanda alla giapponese. graziosamente - Poco animato
4. Fuga. Allegro ma non troppo